# Zdravko Ježić
Zdravko Ježić   (Niš, 17 d'agost de 1931 - Nova York, 19 de juny de 2005) va ser un waterpolista croat que va competir sota bandera iugoslava durant les dècades de 1940 i 1950.
El 1952 va prendre part en els Jocs Olímpics de Hèlsinki, on guanyà la medalla de plata en la competició de waterpolo. Quatre anys més tard, als Jocs de Melbourne, guanyà una nova medalla de plata. La seva tercera i darrera participació en uns Jocs fou el 1960, a Roma, on finalitzà en quarta posició. En el seu palmarès també destaquen tres medalles al Campionat d'Europa de waterpolo, de plata el 1954 i 1958, i de bronze el 1950.
El 1958 es va llicenciar en enginyeria química per la Universitat de Zagreb i el 1960 va començar a treballar per a la indústria química. En finalitzar la seva carrera esportiva es va traslladar als Estats Units. Estudià a la Universitat de Michigan i des de 1966 fins a la seva jubilació, el 1992, va treballar a la Dow Chemical Company. És coautor de nombrosos treballs científics i tècnics, i 13 patents.
El 2010 fou inclòs a l'International Swimming Hall of Fame.